# Francisco Pais Barreto
Francisco Pais Barreto, primeiro e único Visconde e Marquês do Recife (Cabo, 26 de maio de 1779 — Cabo, 26 de setembro de 1848), foi um político brasileiro, capitão-mor da vila do Cabo, 8º e último morgado do Cabo. O sistema de morgadio foi extinto definitivamente em 1837.

## Biografia
Filho do senhor de engenho Estêvão José Paes Barreto e sua esposa Maria Izabel Paes Barreto, vindo de uma família muito rica, detentores do Morgado do Cabo de Santo Agostinho, a propriedade que viria herdar de seu pai. 
Foi membro da junta do governo da Província de Pernambuco, conhecida como "Governo dos Matutos", que durou de setembro de 1822 a dezembro de 1823.
A sua nomeação como presidente da Província, pelo imperador D. Pedro I no início de 1824, desencadeou a crise que levou à eclosão da Confederação do Equador. Sobre essa nomeação, Frei Caneca assim se manifestou, à época, nas páginas do Typhis Pernambucano:
"Pode Sua Majestade dar padrões de tenças, títulos de barões, viscondes, condes, marqueses e duques; porém dar ciência a um tolo, valor a um covarde, virtude a um vicioso, honra a um patife, amor da pátria a um traidor, não pode Sua Majestade."
A indignação de Frei Caneca devia-se ao posicionamento de Francisco de Pais Barreto durante a Confederação do Equador. Anteriormente, durante a Revolução Pernambucana (1817), Pais Barreto fora uma figura decisiva. No entanto, no caso da Confederação do Equador, colocara-se radicalmente contra o movimento separatista  pernambucano, tendo sido um dos  líderes daqueles que defendiam a União com o governo central. Pais Barreto foi às armas e sufocou os revoltosos, o que inspirou sentimentos de amor mas também de ódio entre os pernambucanos, com relação a ele.